# Алесандра Томази ди Палма
Алесандра Томази ди Палма ди Лампедуза-Волф Щомерзее (на италиански: Alessandra Tomasi di Palma di Lampedusa-Wolff Stomersee) е италианска принцеса и психоаналитичка.

## Биография
Алесандра Томази е родена на 13 ноември 1894 г. в Ница, Франция, в семейството на балтийския барон Волф Щомерзее. До 20-та си годишнина живее в Санкт Петербург, където баща ѝ е висш сановник в царския двор. С избухването на Октомврийската революция се местят в Рига, а след това и в Берлин. Там се подлага на анализа при Феликс Боем и учи психоанализа в Берлинския психоаналитичен институт. Супервайзерски аналитици са ѝ Макс Айтингон и Ханс Либерман.
През 1932 г. се омъжва за Джузепе Томази, херцог на Палма и принц на Лампедуза, и се установява в Сицилия. Влиза в Италианското психоаналитично общество (ИПО) с помощта на Едуардо Вайс и двамата е срещат за първи път през 1934 г. в Рим. Поддържа връзки още и с Емилио Сервадио, Никола Пероти и Чезаре Музати. Алесандра Томази става президенка на ИПО в периода 1955 – 1959 г.
Тя успява да внесе психоанализата в Сицилия – регион, известен със своята консервативност, и оставя след себе си Франческо Корао да продължи делото ѝ.
Умира на 22 юни 1982 г. в Палермо на 87-годишна възраст.